# Relações entre Argentina e Estados Unidos

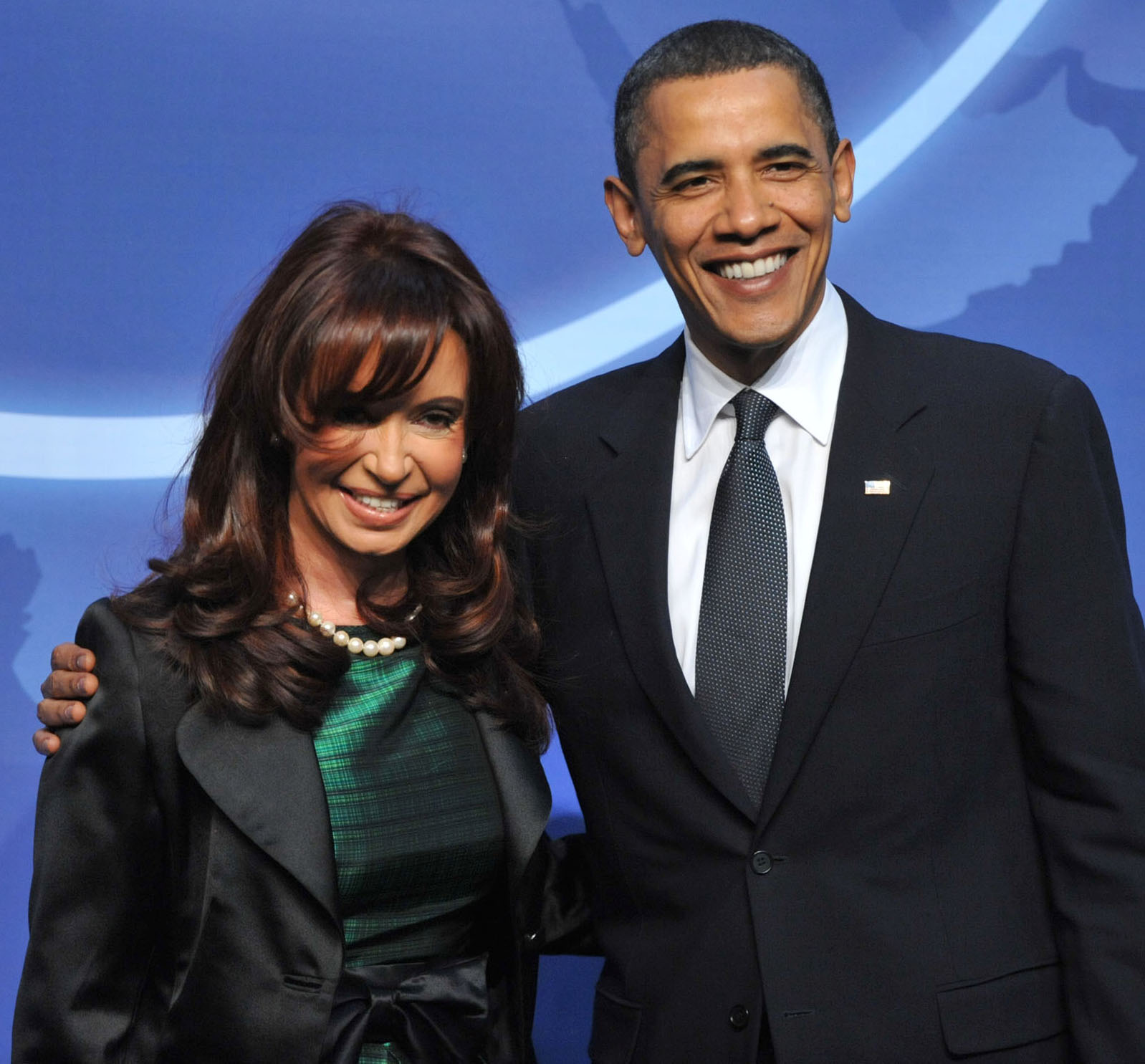
O presidente dos Estados Unidos, Barack Obama, e a presidente da Argentina, Cristina Kirchner, em 2010.

As relações entre Argentina e Estados Unidos são as relações diplomáticas entre a República Argentina e os Estados Unidos da América. As relações diplomáticas foram iniciadas em 27 de dezembro de 1823, quando o enviado americano e ministro plenipotenciário Caesar Rodney apresentou as suas credenciais ao governo argentino em Buenos Aires.
Estas relações são baseadas em muitos interesses comuns, incluindo a não-proliferação de armas nucleares; a cooperação em questões transnacionais como o combate ao narcotráfico, combate ao terrorismo e o tráfico de pessoas; questões de paz e estabilidade regionais, incluindo o suporte compartilhado para as operações de paz multilaterais; e os laços comerciais. A cooperação entre ambos também inclui iniciativas em ciência e tecnologia nas áreas de tecnologia espacial, utilização pacífica da energia nuclear, ciências agrárias, medicina e meio ambiente.
Em junho de 2007 a Argentina e os Estados Unidos modernizaram um acordo bilateral de aviação civil para a atualização de segurança e suas garantias, e permitiram um aumento significativo na frequência de voos entre os dois países, que possuem um excelente potencial para o aumento do turismo e das viagens de negócios.